# Johann Sigismund Kusser
Johann Sigismund Kusser, även Cousser, döpt 13 februari 1660 i Pressburg, död i november 1727 i Dublin, var en tysk musiker. 
Som ung studerade Kusser under sex år operakonst hos Jean-Baptiste Lully i Paris. Senare besökte han en mängd olika länder och städer, verkade bland annat som kapellmästare i Wolfenbüttel och (1693–97) i Hamburg, vars opera under hans ledning hade en glansperiod. Han framträdde där både som kompositör (fem operor) och som kapellmästare och uppställdes av den samtida Johann Mattheson som ett mönster för en dirigent. 
Efter att ha verkat i liknande egenskap i Stuttgart (1698–1704) och efter nya resor, bland annat till Italien, kom han till London och slog sig senare ned som kapellmästare vid Trinity College i Dublin, där han stannade till död och åtnjöt högt anseende. Förutom nämnda operor komponerade han åtskilliga teater- och tillfällighetsverk, varav dock endast en ringa del trycktes.